# Алямкина, Зинаида Васильевна
Зинаи́да Васи́льевна Алямкина (в замужестве Резникова; род. 1927, Белокаменка, Семипалатинская губерния, Казакская АССР, СССР) — звеньевая колхоза «Красная Заря» Кировского района Восточно-Казахстанской области Казахской ССР, Герой Социалистического Труда (1949).

## Биография
Родилась в 1927 году в селе Белокаменка (ныне — Глубоковского района Восточно-Казахстанской области Республики Казахстан) в семье крестьянина. По национальности русская.
С 1940 года работала в колхозе имени Сталина поваром, учётчиком, зерноуборщиком. В 1947—1949 годах возглавляла звено (из восьми девушек) по выращиванию зерновых культур колхоза «Красная Заря».
Указом Президиума Верховного Совета СССР от 20 мая 1949 года «за получение высоких урожаев пшеницы при выполнении колхозом обязательных поставок и контрактации по всем видам сельскохозяйственной продукции, натуроплаты за работу МТС в 1948 году и обеспеченности семенами всех культур в размере полной потребности для весеннего сева 1949 года» удостоена звания Героя Социалистического Труда с вручением ордена Ленина и золотой медали «Серп и Молот».
В 1949 году собрала 134,1 тонны зерна, за что награждена вторым орденом Ленина.
Впоследствии работала рядовой колхозницей и бригадиром овощеводческой бригады. Участвовала во Всесоюзной сельскохозяйственной выставке. Для распространения опыта своей работы выступала в средствах массовой информации — в печати и на радио; также изложила опыт работы в брошюре «Наш опыт выращивания высоких урожаев озимой пшеницы».
Избиралась депутатом Верховного Совета Казахской ССР 3-го созыва и Восточно-Казахстанского областного Совета депутатов трудящихся.
После выхода на заслуженный отдых проживала в Кировском (ныне — Глубоковском) районе Восточно-Казахстанской области (Казахстан).
Награждена двумя орденами Ленина (20.05.1949, 08.05.1950) и медалями, в том числе «За трудовую доблесть» (1944).